# Luise Heyer

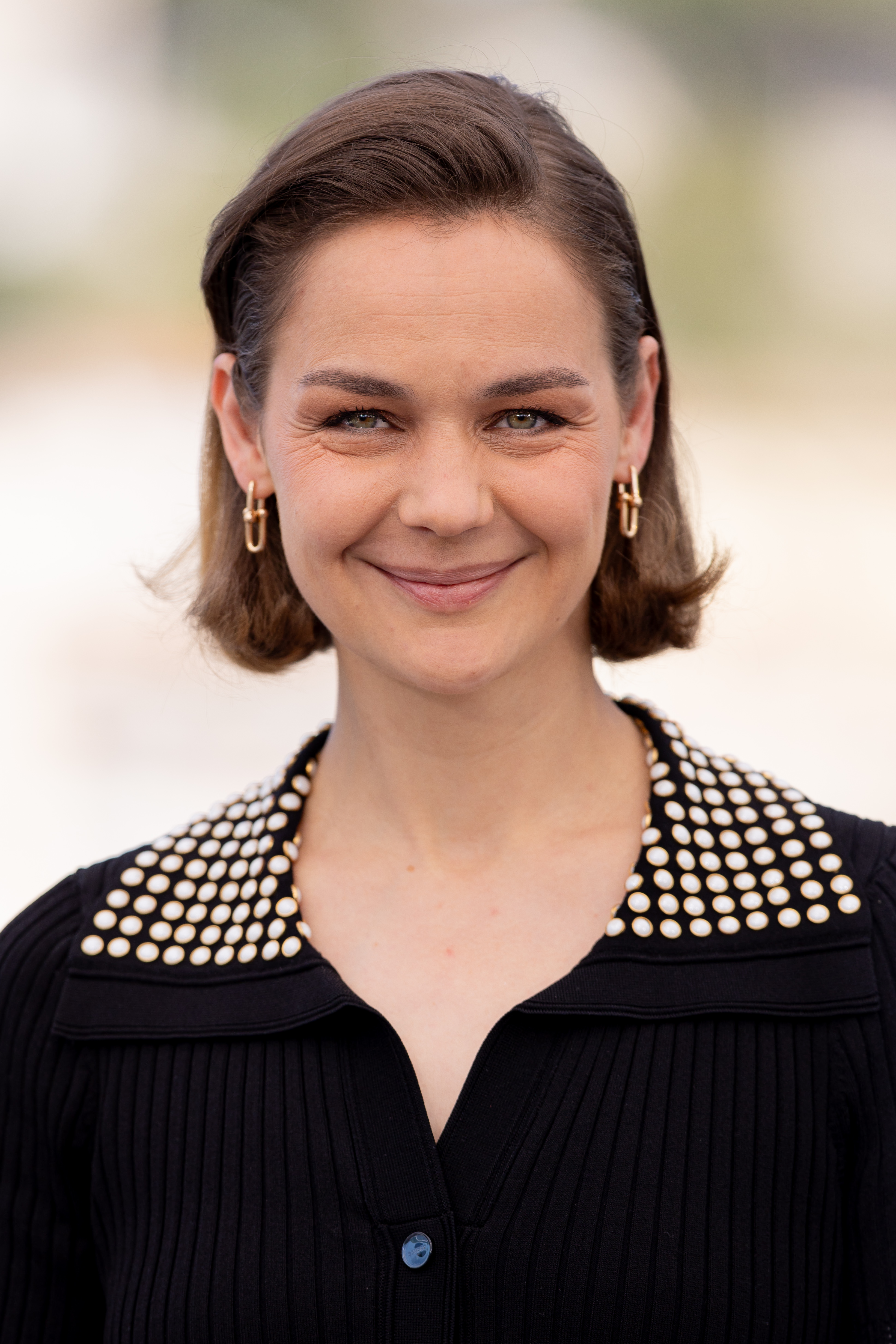
Luise Heyer, 2025

Luise Heyer (* 25. März 1985 in Ost-Berlin) ist eine deutsche Schauspielerin.

## Leben
Luise Heyer wuchs in Berlin-Prenzlauer Berg auf. Während ihrer Schulzeit lebte sie ein Jahr lang in Dänemark. Sie legte das Abitur am Pasteur-Gymnasium ab. 2001 trat sie im dänischsprachigen Musical Linie 1 unter der Regie von Sidsel Wagner Davidsen auf. Von 2006 bis 2010 studierte sie Schauspiel an der Hochschule für Musik und Theater Rostock. 2007 spielte sie am Volkstheater Rostock in Thomas Freyers Amoklauf mein Kinderspiel mit. 2010 wurde sie neues Ensemblemitglied am Schauspiel Dortmund, was sie dann auch zwei Jahre lang blieb. In Dortmund spielte sie unter anderem die Titelrolle in Lessings Miss Sara Sampson, eine Hexe und Malcolm in Macbeth, die Junge Frau in Bluthochzeit, Marie in Nora und Regine Engstrand in Gespenster. Sie wurde zur besten Schauspielerin der Spielzeit 2012 am Theater Dortmund gewählt. Nach dieser Spielzeit nahm sie ihren Abschied und kehrte nach Berlin zurück. Sie war 2013 jedoch wieder als Gastdarstellerin in Dortmund zu sehen. Heyer trat neben ihrer Theaterlaufbahn in einigen Kurzfilmen auf.
2011 spielte sie im Spielfilm Westwind ihre erste Hauptrolle, die der ostdeutschen Ruderin Isabel, deren Zwillingsschwester sich während eines Ungarn-Aufenthalts in einen Westdeutschen verliebt.
2014 spielte sie die Sanna in Edward Bergers Filmdrama Jack, das im Wettbewerb der Berlinale 2014 lief. 2015 spielte sie in Rosa von Praunheims Film Härte.
2016 spielte Heyer die Milena in „Die Reste meines Lebens“. 2016 spielte sie die weibliche Hauptrolle der Doro im Film Fado. 2017 spielte sie ihre erste alleinige Hauptrolle in der Komödie Einmal bitte alles. Der Film gewann den Bayerischen Filmpreis.
2019 wurde Luise Heyer bei der Verleihung des Deutschen Filmpreises die seltene Ehre einer Doppel-Nominierung zuteil. Sie fand sowohl für die Hauptrolle eines Vergewaltigungsopfers in Das schönste Paar als auch für die Nebenrolle der depressiven Mutter des jungen Hape Kerkeling (dargestellt von Julius Weckauf) in Der Junge muss an die frische Luft Berücksichtigung. Hierfür bekam sie den Deutschen Filmpreis 2019 in der Kategorie Beste weibliche Nebenrolle. Im selben Jahr wurde sie für beide Rollen mit dem Bambi in der Kategorie „Schauspielerin National“ ausgezeichnet.
2020 spielte sie in der Hauptrolle die Barkeeperin im Film Leif in Concert, bei dem Christian Klandt Regie führte. Schauspielende Gäste im Film und somit auch in der Bar sind unter anderem Bela B. Felsenheimer, Godehard Giese, Mark Benecke und Tilo Prückner, der im selben Jahr verstarb. Unter anderem treten die Bands Karl die Große, Koerper und der Singer-Songwriter Poorboy in der Bar und somit im Film auf.
Heyer spielte in Polizeiruf 110: Sabine die Rolle einer alleinerziehenden Mutter, Hilfskraft und Serientäterin. Für diese schauspielerische Leistung wurde sie 2021 mit dem Deutschen Fernsehkrimipreis in der Kategorie Beste Darstellerin ausgezeichnet.
2021 spielte sie als „Ghost“ zusammen mit Frederick Lau das Odd Couple in der Komödie Generation Beziehungsunfähig. Der Film feierte seine Uraufführung auf dem Filmfest München und wurde dort dreifach nominiert.
Im Januar 2025 wurde Der Heimweg nach einem Roman von Sebastian Fitzek auf Prime Video veröffentlicht. Heyer spielte die Hauptrolle der jungen Mutter Klara, die von ihrem Ehemann und einem Killer bedroht wird.
Luise Heyer lebt in Berlin und hat einen Sohn.

## Filmografie
- 2009: Sechsundzwanzig (Kurzfilm)
- 2009: Ich und Sie (Kurzfilm)
- 2011: Westwind
- 2013: Auf einmal (Kurzfilm)
- 2013: Willkommen bei Habib
- 2013: SOKO Leipzig – Shopping (Fernsehserie)
- 2013: Terra X: Frauen, die Geschichte machten – Königin Luise (Fernseh-Dokumentation)
- 2013: Helmut Schmidt – Lebensfragen (Fernseh-Dokumentarspiel)
- 2014: Jack
- 2014: Histeria (Kurzfilm)
- 2014: Bella Block: Für immer und immer (Fernsehreihe)
- 2014: Ihr und Eure Welt (Kurzfilm)
- 2014: Ein Geschenk der Götter
- 2014: Hausbesuche (Kurzfilm)
- 2015: Härte
- 2015: Polizeiruf 110: Kreise
- 2015: Der Kriminalist – Der Spieler
- 2015: Spreewaldkrimi – Die Sturmnacht (Fernsehreihe)
- 2015: Homeland – Super Powers (Fernsehserie)
- 2015: Der Fall Barschel
- 2016: Fado
- 2016: Auf einmal
- 2016: Die Chefin – Familienlöscher (Fernsehserie)
- 2016: Kommissarin Heller – Nachtgang
- 2016: Tatort: Taxi nach Leipzig
- 2016: Die Glasbläserin
- 2017: Einmal bitte alles
- 2017: Gift (Fernsehfilm)
- 2017: Die Reste meines Lebens
- 2017: Nachtschatten
- 2017: Atempause (Fernsehfilm)
- 2017: Tatort: Hardcore
- 2017: Detour (Fernsehfilm)
- 2017–2020: Dark (Fernsehserie, fünf Folgen)
- 2018: Das schönste Paar
- 2018: Der Junge muss an die frische Luft
- 2019: Friesland – Hand und Fuß (Folge 9)
- 2019: Leif in Concert Vol. 2
- 2019: Kopfplatzen
- 2021: Polizeiruf 110: Sabine
- 2021: Generation Beziehungsunfähig
- 2021: Nahschuss
- 2021: Pedro
- 2021: Lauras Stern
- 2022: JGA: Jasmin. Gina. Anna.
- 2023: Sörensen fängt Feuer (Fernsehfilm)
- 2023: Black Box
- 2024: Der Spatz im Kamin
- 2025: Der Heimweg
- 2025: In die Sonne schauen